# 1139년

## 연호
- 남송(南宋) 소흥(紹興) 9년
- 금(金) 천권(天眷) 2년
- 일본(日本) 호엔(保延) 5년
- 서하(西夏) 대덕(大德) 5년
- 리 왕조(李朝) 티에우민(紹明) 2년

## 기년
- 남송(南宋) 고종(高宗) 13년
- 금(金) 희종(熙宗) 5년
- 고려(高麗) 인종(仁宗) 17년
- 서하(西夏) 숭종(崇宗) 54년
- 리 왕조(李朝) 영종(英宗) 2년

## 사망
- 고려(高麗)의 왕후(王后) 연덕궁주(延德宮主)